# 比良城
比良城（ひらじょう）は、尾張国春日井郡比良（現在の愛知県名古屋市西区比良）にあった日本の城（平城）。

## 地理
現在の光通寺一帯が城跡と伝わり、東西75メートル、南北80メートルの規模であった。

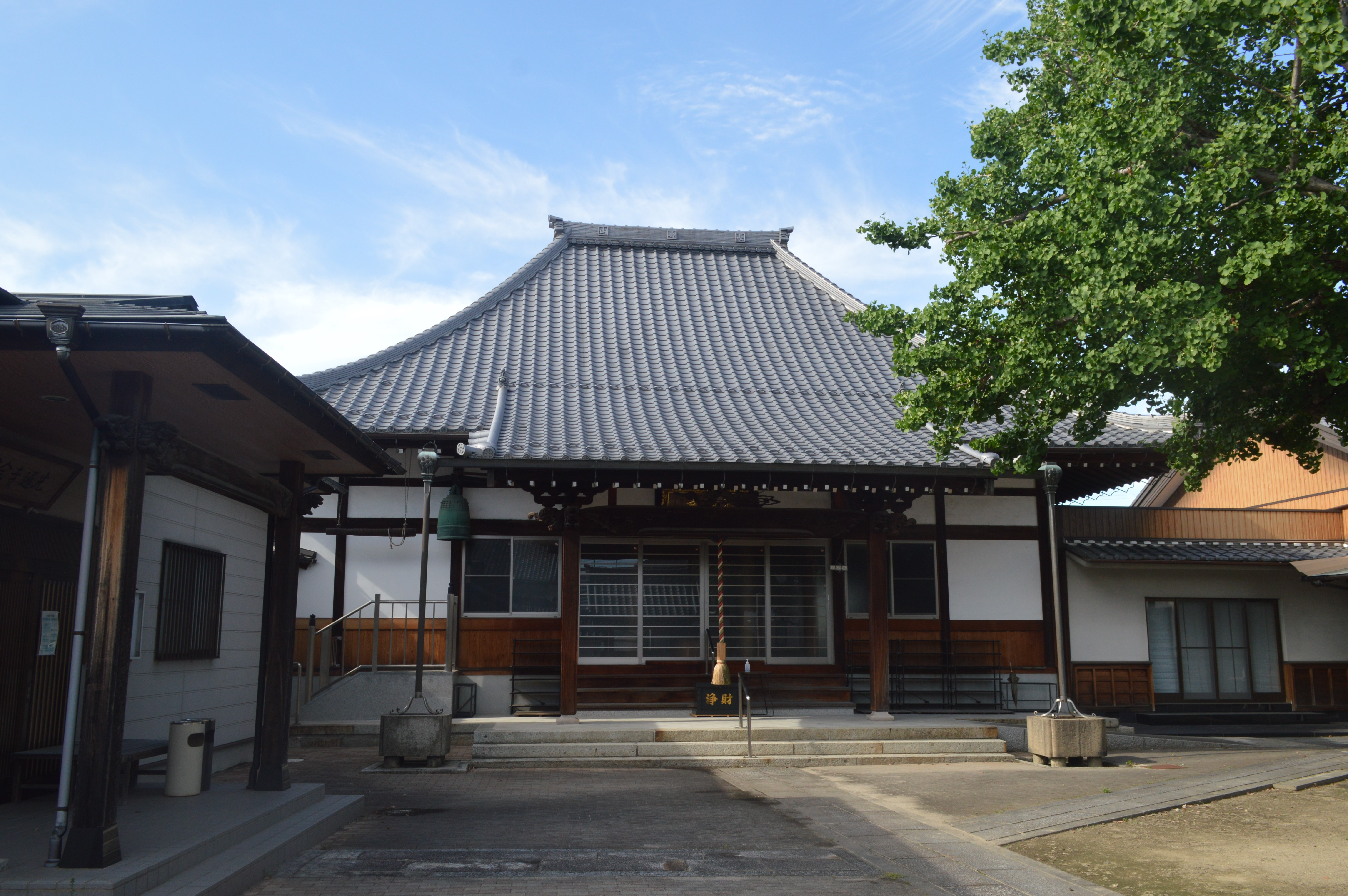
光通寺

## 歴史

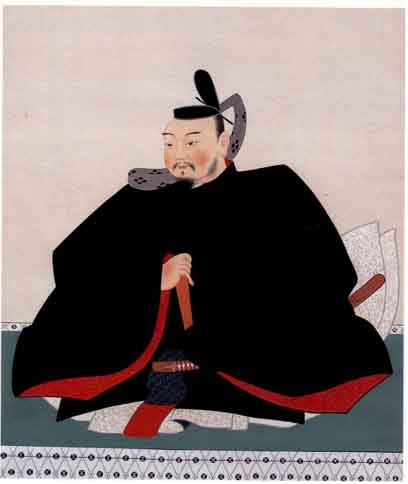
佐々成政

天文年間（1532年から1555年）に佐々成宗によって築かれた。北は庄内川に臨み、清洲城前衛の要衝であったが、天正3年（1575年）に成宗の子である佐々成政が越前府中に在城を命ぜられた際、廃城になったと見られている。

## 特色
『信長公記』首巻には、次のような逸話が載せられている。小城では比良城ほど良い城はないと聞いていた織田信長が、ある時その近くの蛇池に大蛇が棲むという噂の真偽を確かめに赴いたついでに、比良城も見物しようとした。その際、佐々氏家老の井口太郎左衛門が信長を暗殺しようと計画したが、結局信長は比良城に寄らず清洲城に直帰したため、窮地を免れたという。